# 동경의 주먹
동경의 주먹(일본어: 東京フィスト: TOKYO FIST, Tokyo Fist)은 일본에서 제작된 츠카모토 신야 감독의 1995년 드라마 영화이다. 후지이 카호리 등이 주연으로 출연하였고 츠카모토 신야 등이 제작에 참여하였다. 알려진 다른 제목은 동경 주먹이다.

## 출연

### 주연
- 후지이 카호리
- 츠카모토 신야
- 츠카모토 코지
- 무사카 나오마사

### 조연
- 다케나카 나오토
- 와지마 코이치
- 타구치 토모로오
- 카나오카 노부

## 제작진
- 제작팀장: 주 기요
- 미술: 外山光子